# Tramlijn 18 (Brussel)
Tramlijn 18 is een Brusselse tramlijn die sinds 28 augustus 2023 het traject tussen het premetrostation Albert en Van Haelen te bedienen in het zuiden van het Brussels gewest, een traject dat hiervoor werd bediend door de tramlijn 51. Het lijnnummer was ook eerder in gebruik in het Brusselse tramnetwerk voor de tramlijn die tot 2 juli 2007 de halte Houba-de-Strooper (nabij het metrostation Koning Boudewijn in Laken) verbond met de halte Dieweg (Ukkel).

## Huidig traject (sinds 2023)
Albert - Jupiter - Hoogte 100 - Coghen - Roosendael - Bens - Xavier de Bue - Globe  - Rittweger - Jeanne Herreman - Ukkel-Kalevoet - Engeland - Horzel - Crematorium - Van Haelen.
De lijn wordt bediend door PCC 79xx en Cityrunner T3000 tramstellen.

## Kleur
De kenkleur van deze lijn is lichtblauw.

## Voormalig traject (voor 2007)

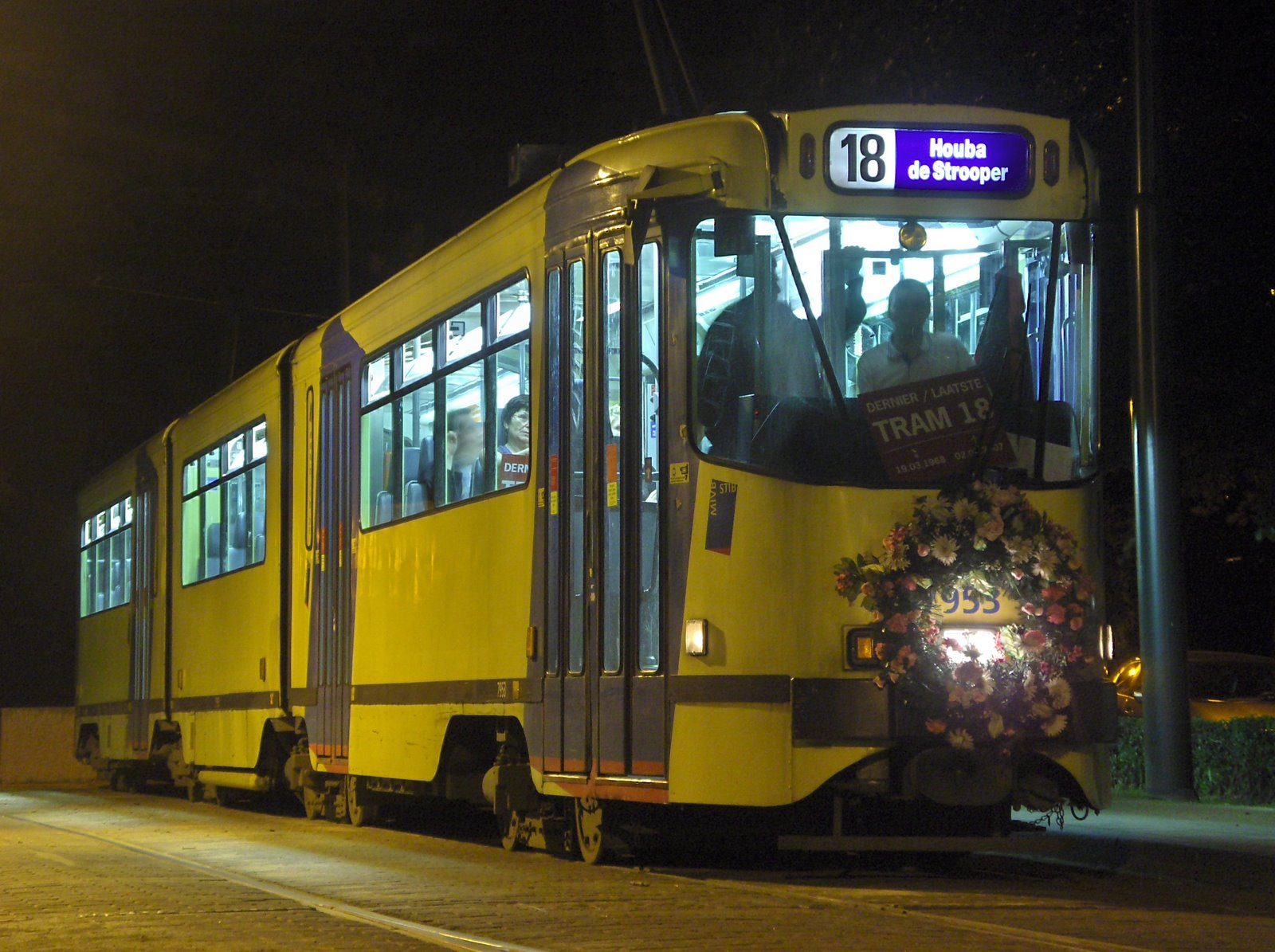
Dezelfde PCC 7953 in 2007 op lijn 18 voor de laatste rit (van het toenmalige traject)

Houba-de-Strooper - Stiénon - Kufferath - Ziekenhuis Brugmann - De Greef - Kerkhof van Jette - Ontmijners - Woeste - Odon Warland - Belgica - Vanderstichelen - Sint-Remigius - Ribaucourt - Sainctelette - IJzer - Ieper - de Witte de Haelen - Vlaamsepoort - Ninoofsepoort - Arts et Métiers - Anderlechtsepoort - Bodegem - Lemonnier - Zuidstation - Zweden - Verhaegen - Bethlehem - Willem Tell - Bareel - Combaz - Rochefort - Berthelot - Wielemans - Union - Kastanjes - Zaman - Monaco - Vorst-Centrum - Sint-Denijs - Max Waller - Bempt - Neerstalle - Merlo - Stalle - Van Ophem - Wagen - Danco - Marlow - Wolvendael - Dieweg.
Tramlijn 18 was, in het begin, een van de langste en traagste lijnen van het net, die in de eerste plaats verschillende lijnen met elkaar moet verbinden. Met uitzondering van het traject Houba-de-Strooper - Belgica, dat vooral gericht is op de verbinding van de woonwijken in Jette en Laken met het metrostation Belgica, heeft deze tramlijn weinig trajecten met een belangrijke verbindende functie op langere afstand.
Om deze redenen is de lijn in 2007 volledig opgeheven. Het traject is door verschillende lijnen overgenomen; in het noorden is lijn 94 verlengd, op het lange stuk Kerkhof van Brussel - Bareel rijdt lijn 81 en tussen Bareel en Kruispunt Stalle de nieuwe lijn 97. Tussen Kruispunt Stalle en Globe wordt het wegvallen van lijn 18 opgevangen door de hoge frequenties van de nieuwe lijn 4. Enkel tussen Globe en Dieweg is er geen extra versterking, daar blijft enkel lijn 92 over.
De tramlijn werd meestal gereden met tweedelige PCC-trams van de serie 77xx/78xx. Tot 2006 werden er ook oudere, eendelige PCC's ingezet (serie 70xx/71xx). In het weekend waren er dan weer meestal driedelige PCC's van de serie 79xx te zien op lijn 18.
Tot en met 2007 was de kenkleur donkerblauw.
Stations: Noordstation · Rogier · De Brouckère · Beurs - Grote Markt · Anneessens-Fontainas · Lemonnier · Zuidstation · Hallepoort · Sint-Gillisvoorplein · Horta · Albert

Projecten: Toots Thielemans 

Lijnen:         